# Mircea Simon
Mircea Simon est un boxeur roumain né le 22 janvier 1954.

## Carrière
Il remporte aux jeux olympiques d'été de 1976 à Montréal la médaille d'argent dans la catégorie poids lourds.

## Palmarès

### Jeux olympiques
- Médaille d'argent en +81 kg aux Jeux de 1976 à Montréal,  Canada